# Lord luogotenente d'Irlanda

Insegna ufficiale del Lord luogotenente d'Irlanda

Lord luogotenente d'Irlanda (in inglese: Lord Lieutenant of Ireland, chiamato in epoca medievale judiciar e fino al XVII secolo lord deputy) era il nome del rappresentante della corona britannica detentore del potere esecutivo nel periodo della signoria d'Irlanda (lordship of Ireland, 1171-1541), del Regno d'Irlanda (1541-1800) e del Regno Unito di Gran Bretagna e Irlanda (1801-1922).
Propriamente il titolo era Lord luogotenente e governatore generale d'Irlanda per non confonderlo con i Lord luogotenenti a capo delle singole contee irlandesi (fino al 1922) come di quelle britanniche (tutt'oggi esiste la figura del Lord luogotenente per ogni contea dell'Irlanda del Nord come per tutte le altre del Regno Unito).

## Funzioni
A capo dell'esecutivo di un regno irlandese nominalmente indipendente il judiciar, lord deputy o lord lieutenant era il rappresentante della corona e non rispondeva al parlamento essendo il potere esecutivo prerogativa esclusiva del Sovrano (come del resto era anche in Inghilterra e nominalmente tutt'oggi nel Regno Unito). Tranne in epoca medievale, la carica, nei vari nomi assunti nel tempo, fu affidata a nobili britannici e irlandesi.

## Lista dei lord luogotenenti d'Irlanda
Nota: Le durate delle cariche sono di difficile determinazione perché molti dei nominati spesso interrompevano la loro permanenza in carica per tornare a corte o ad occuparsi delle loro proprietà in Inghilterra. Tra parentesi è riportata la data della nomina, la carica esisteva anche in epoca precedente ma a causa delle difficoltà nel reperimento di informazioni precise sui nomi la lista inizia con la nomina del 1529. Nei primi anni vi furono frequenti periodi un cui non vi fu in carica un Lord luogotenente e le sue funzioni furono esercitate da un Lord deputy o Lord Justice.

### Regno d'Irlanda
- Piers Butler, VIII conte di Ormond (lord deputy): 4 agosto 1528
- Henry FitzRoy, I duca di Richmond e Somerset: 22 giugno 1529
- William Skeffington (lord deputy): 30 luglio 1534
- Leonard Grey, I visconte Grane: 23 febbraio 1536
- Lord Justice: 1º aprile 1540
- Anthony St Leger (lord deputy): 7 luglio 1540
- Edward Bellingham (lord deputy): 22 aprile 1548
- Lords Justices: 27 dicembre 1549
- Anthony St Leger (lord deputy): 4 agosto 1550
- James Croft (lord deputy): 29 aprile 1551
- Lord Justice: 6 dicembre 1552
- Anthony St Leger (lord deputy): 1º settembre 1553
- Thomas Radcliffe, Lord Fitzwalter (lord deputy): 27 aprile 1556
- Lord Justice: 12 dicembre 1558
- Thomas Radcliffe, III conte di Sussex (lord deputy): 3 luglio 1559
- Thomas Radcliffe, III conte di Sussex: 6 maggio 1560
- Henry Sidney (lord deputy): 13 ottobre 1565
- Lord Justice: 1º aprile 1571
- William Fitzwilliam (lord deputy): 11 dicembre 1571
- Henry Sidney (lord deputy): 5 agosto 1575
- Lord Justice: 27 aprile 1578
- Arthur Grey, XIV barone Grey di Wilton (lord deputy): 15 luglio 1580
- Lords Justices: 14 luglio 1582
- John Perrot (lord deputy): 7 gennaio 1584
- William Fitzwilliam (lord deputy): 17 febbraio 1588
- William Russell (lord deputy): 16 maggio 1594
- Thomas Burgh, Lord Burgh (lord deputy): 5 marzo 1597
- Lords Justices: 29 ottobre 1597
- Robert Devereux, II conte d'Essex 12 marzo 1599
- Lords Justices: 24 settembre 1599
- Charles Blount, I conte del Devonshire (lord deputy): 21 gennaio 1600
- Charles Blount, I conte del Devonshire: 25 aprile 1603
- Sir Arthur Chichester (lord deputy): 15 ottobre 1604
- Sir Oliver St John: 2 luglio 1615
- Henry Cary, I visconte di Falkland (lord deputy): 4 febbraio 1622
- Lords Justices: 8 agosto 1629
- Thomas Wentworth, I conte di Strafford (lord deputy): 3 luglio 1633
- Thomas Wentworth, I conte di Strafford: 13 gennaio 1640
- Robert Sidney, II conte di Leicester: 14 giugno 1641
- James Butler, I duca di Ormonde: 13 novembre 1643 (nominato dal sovrano)
- Philip Sidney, III conte di Leicester: 9 aprile 1646 (nominato dal parlamento)
- James Butler, I duca di Ormonde: 30 settembre 1648 (nominato dal re)
- Oliver Cromwell: 22 giugno 1649
- Henry Ireton (lord deputy): 2 luglio 1650 (d. 20 novembre 1651)
- Charles Fleetwood (Commander-in-Chief): 9 luglio 1652
- Henry Cromwell (lord deputy): 17 novembre 1657
- Henry Cromwell: 6 ottobre 1658, resigned 15 giugno 1659
- Edmund Ludlow (Commander-in-Chief): 4 luglio 1659
- George Monck, I duca di Albemarle: giugno 1660
- James Butler, I duca di Ormonde: 21 febbraio 1662
- Thomas Butler, conte di Ossory (lord deputy): 7 febbraio 1668
- John Robartes, I conte di Radnor: 3 maggio 1669
- John Berkeley, I barone Berkeley di Stratton: 4 febbraio 1670
- Arthur Capell, I conte di Essex: 21 maggio 1672
- James Butler, I duca di Ormonde 24 maggio 1677
- Lords Justices: 24 febbraio 1685
- Henry Hyde, II conte di Clarendon: 1º ottobre 1685
- Richard Talbot, I conte di Tyrconnell (lord deputy): 8 gennaio 1687
- Giacomo II d'Inghilterra: 12 marzo 1689 - 4 luglio 1690
- Guglielmo III d'Inghilterra in persona in Irlanda: 14 giugno 1690
- Lords Justices: 5 settembre 1690
- Henry Sydney I Viscount Sydney: 18 marzo 1692
- Lords Justices: 13 giugno 1693
- Henry Capell, I barone Capell (lord deputy): 9 maggio 1695
- Lords Justices: 16 maggio 1696
- Laurence Hyde, I conte di Rochester (28 dicembre 1700)
- James Butler, II duca di Ormonde: 19 febbraio 1703
- Thomas Herbert, VIII conte di Pembroke: 30 aprile 1707
- Thomas Wharton, I marchese di Wharton: 4 dicembre 1708
- James Butler, II duca di Ormonde: 26 ottobre 1710
- Charles Talbot, I duca di Shrewsbury: 22 settembre 1713
- Charles Spencer, III conte di Sunderland: 21 settembre 1714
- Charles Townshend, II visconte Townshend: 13 febbraio 1717
- Charles Paulet, II duca di Bolton: 27 aprile 1717
- Charles Fitzroy, II duca di Grafton: 18 giugno 1720
- John Carteret II Baron Carteret: 6 maggio 1724
- Lionel Cranfield Sackville, I duca di Dorset: 23 giugno 1730
- William Cavendish, III duca di Devonshire: 9 aprile 1737
- Philip Dormer Stanhope, IV conte di Chesterfield: 8 gennaio 1745
- William Stanhope, I conte di Harrington: 15 novembre 1746
- Lionel Cranfield Sackville, I duca di Dorset: 15 dicembre 1750
- William Cavendish, IV duca del Devonshire: 2 aprile 1755
- John Russell, IV duca di Bedford: 3 gennaio 1757
- George Montague-Dunk, II conte di Halifax: 3 aprile 1761
- Hugh Percy II conte of Northumberland: 27 aprile 1763
- Thomas Thynne III Viscount Weymouth: 5 giugno 1765
- Francis Seymour-Conway I conte of Hertford: 7 agosto 1765
- George Hervey, II conte di Bristol: 16 ottobre 1766 (funzioni mai assunte)
- George Townsend, 4th Viscount Townsend: 19 agosto 1767
- Simon Harcourt, I conte Harcourt: 29 ottobre 1772
- John Hobart, II conte di Buckinghamshire: 7 dicembre 1776
- Frederick Howard, V conte di Carlisle: 29 novembre 1780
- William Henry Cavendish-Bentinck, III duca di Portland: 8 aprile 1782
- George Nugent-Temple-Grenville III conte Temple: 15 agosto 1782
- Robert Henley, II conte di Northington: 3 maggio 1783
- Charles Manners, IV duca di Rutland: 12 febbraio 1784
- George Nugent-Temple-Grenville, I marchese di Buckingham: 27 ottobre 1787
- John Fane, X conte di Westmorland: 24 ottobre 1789
- William Wentworth-Fitzwilliam, II conte Fitzwilliam: 13 dicembre 1794
- John Jeffreys Pratt II conte Camden: 13 marzo 1795
- Charles Cornwallis, I marchese Cornwallis: 14 giugno 1798

Tramite l'Irish Act of Union il Regno d'Irlanda e il Regno di Gran Bretagna vennero uniti a costituire il Regno Unito di Gran Bretagna e Irlanda. Il nuovo regno iniziò il 1º gennaio 1801 quando venne dissolto il parlamento irlandese.
Nonostante molti si aspettassero l'abolizione della carica, questa sopravvisse ai numerosi dibattiti del XIX secolo nei quali si proponeva l'istituzione di un Segretario di Stato per l'Irlanda.
In seguito crebbe l'importanza della carica del Segretario Capo per l'Irlanda, istituito nel 1560 ma per secoli solo un dipendente dello stesso governo irlandese mentre dal XIX secolo fu sempre un membro della Camera dei comuni, mentre il Lord luogotenente divenne quasi una figura di rappresentanza.

### Regno Unito
- Philip Yorke, III conte di Hardwicke: 27 aprile 1801
- Edward Clive, I conte di Powis: 21 novembre 1805 (non entrò in carica)
- John Russell, VI duca di Bedford: 12 marzo 1806
- Charles Lennox, IV duca di Richmond: 11 aprile 1807
- Charles Whitworth, I visconte Whitworth: 23 giugno 1813
- Charles Chetwynd Talbot, II conte di Talbot: 3 ottobre 1817
- Richard Wellesley, I marchese Wellesley: 8 dicembre 1821
- Henry William Paget, I marchese di Anglesey: 27 febbraio 1828
- Hugh Percy, III duca di Northumberland: 22 gennaio 1829
- Henry William Paget, I marchese di Anglesey: 4 dicembre 1830
- Richard Wellesley, I marchese Wellesley: 12 settembre 1833
- Thomas Hamilton, IX conte di Haddington: 1º gennaio 1835
- Constantine Henry Phipps, VI conte di Mulgrave: 29 aprile 1835
- Hugh Fortescue, II conte Fortescue: 13 marzo 1839
- Thomas Philip de Grey, II conte de Grey: 11 settembre 1841
- William à Court, I barone Heytesbury: 17 luglio 1844
- John Ponsonby, IV conte di Bessborough: 8 luglio 1846
- George Villiers, IV conte di Clarendon: 22 maggio 1847
- Archibald Montgomerie, XIII conte di Eglinton: 1º marzo 1852
- Edward Eliot, III conte di St Germans: 5 gennaio 1853
- George Howard, VII conte di Carlisle: 7 marzo 1855
- Archibald Montgomerie, XIII conte di Eglinton: 8 marzo 1858
- George Howard, VII conte di Carlisle: 24 giugno 1859
- John Wodehouse, I conte di Kimberley: 1º novembre 1864
- James Hamilton, II marchese di Abercorn: 13 luglio 1866
- John Spencer, V conte Spencer: 18 dicembre 1868
- James Hamilton, I duca di Abercorn: 2 marzo 1874
- John Spencer-Churchill, VII duca di Marlborough: 11 dicembre 1876
- Francis Cowper, VII conte Cowper: 4 maggio 1880
- John Spencer, V conte Spencer: 4 maggio 1882
- Henry Herbert, IV conte di Carnarvon: 27 giugno 1885
- John Hamilton-Gordon, I marchese di Aberdeen e Temair: 8 febbraio 1886
- Charles Vane-Tempest-Stewart, VI marchese di Londonderry: 3 agosto 1886
- Lawrence Dundas, III conte di Zetland: 30 luglio 1889
- Robert Crewe-Milnes, I marchese di Crewe: 18 agosto 1892
- George Cadogan, V conte Cadogan: 29 giugno 1895
- William Ward, II conte di Dudley: 11 agosto 1902
- John Hamilton-Gordon, I marchese di Aberdeen e Temair: 11 dicembre 1905
- Ivor Guest, I visconte Wimborne: 17 febbraio 1915
- John Denton Pinkstone French, I conte di Ypres: 9 maggio 1918
- Edmund Fitzalan-Howard, I visconte Fitzalan of Derwent: 27 aprile 1921

La carica fu abolita con la creazione dello Stato Libero d'Irlanda (6 dicembre 1922), rimpiazzata dalla carica di governatore generale dello Stato Libero d'Irlanda (fino al 1937). In Irlanda del Nord fu invece istituito il governatore dell'Irlanda del Nord (fino al 1973).